# Papua-Nova Guiné nos Jogos Paralímpicos
Papua-Nova Guiné participou pela primeira vez dos Jogos Paralímpicos em 1984 e nunca participou de uma edição dos Jogos Paralímpicos de Inverno.